# Alan Williams (jogador de rugby)
Alan Frank Williams (7 de outubro de 1893 — 3 de dezembro de 1984) foi um jogador de rugby union estadunidense, campeão olímpico.

## Carreira
Em 1911 matriculou-se na Universidade da Califórnia em Berkeley, mas no ano seguinte transferiu-se para a Universidade Cornell. Ele se formou lá em engenharia civil em 1915, jogando futebol e futebol americano durante seus estudos. Retornou à Califórnia e trabalhou para a Ferrovia Atchison, Topeka e Santa Fe de 1916 a 1927 enquanto morava em Monróvia, Williams e Sausalito. Depois que os EUA entraram na Primeira Guerra Mundial, ele serviu em unidades de engenharia na França.
Ele integrou a equipe da Seleção dos Estados Unidos que conquistou a medalha de ouro nos Jogos Olímpicos de Verão de 1924 em Paris. Juntamente com outros medalhistas de ouro do rugby union, ele foi incluído no Hall da Fama do IRB em 2012.
A partir de 1927, ele foi contratado pela Western Pacific Railroad na Califórnia, Nevada e Utah. Naquela época ele morou em Pasadena, Wendover, Elko e Sacramento, e também arbitrou jogos de futebol americano nas competições da NCAA. Durante a Segunda Guerra Mundial, como tenente-comandante, comandou o batalhão de engenharia do Corpo de Engenheiros Civis da Reserva da Marinha dos Estados Unidos durante os combates no Pacífico, e após o fim da guerra trabalhou como engenheiro no Comissão de Serviços Públicos da Califórnia em Los Angeles, embora não tenha interrompido o contato com a arbitragem.